# Villa Armira

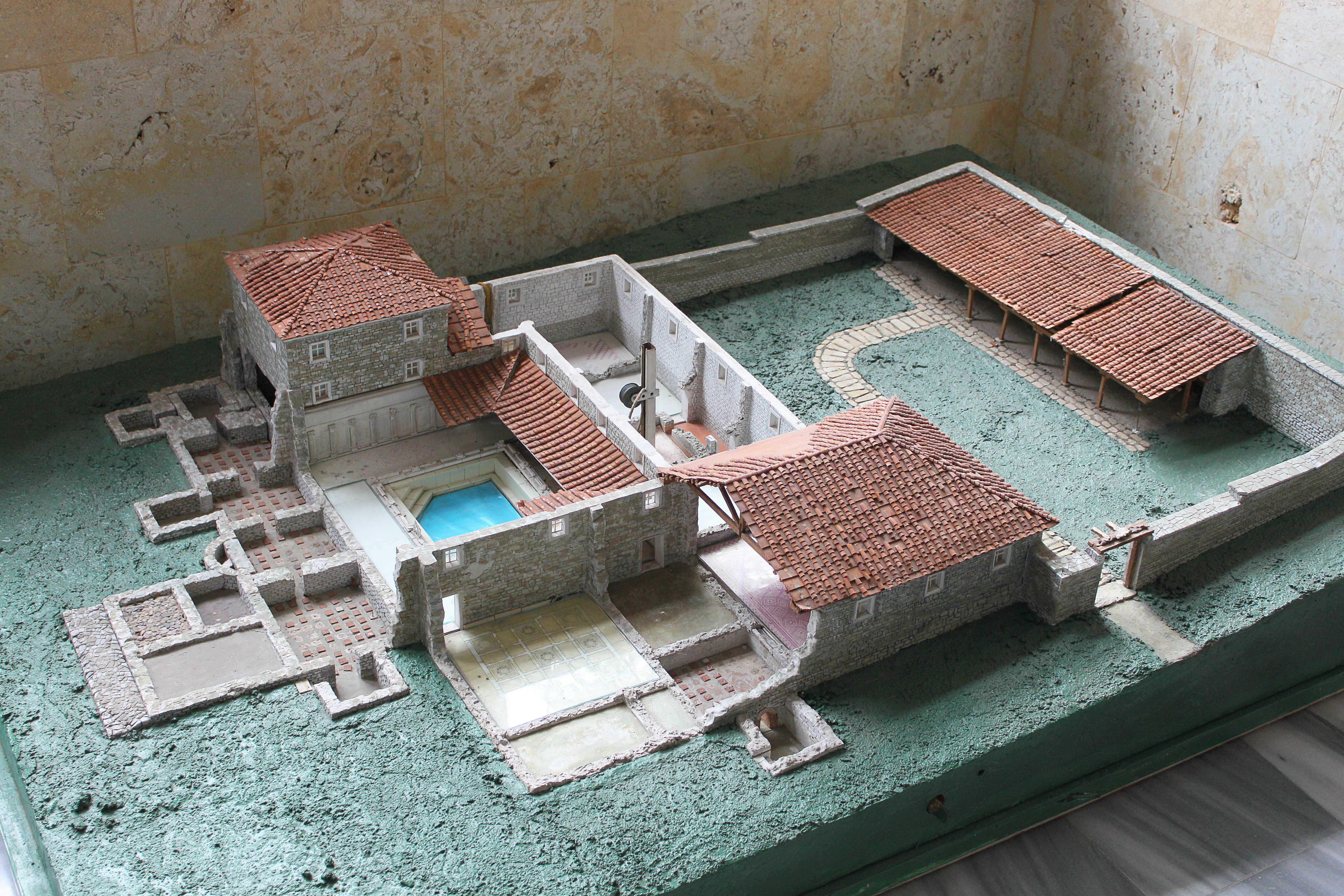
Maquette au Musée Historique d'Ivailovgrad, Bulgarie.

La Villa Armira (en bulgare : Вила Армира) est une villa romaine parmi les plus remarquables de l'ancienne Thrace romaine. Elle est implantée à proximité de la ville d'Ivaïlovgrad, dans le sud de la Bulgarie.

## La découverte
La villa a été découverte, par hasard, en 1964, lors de la construction du barrage d’Ivaïlovgrad (Bulgarie). Elle est localisée à 1,5 km du quartier de Ladja (ville d'Ivaïlovgrad). Le nom "Villa Armira" lui fut attribué par référence au nom de la rivière près de laquelle elle se trouve.

## Histoire
La villa a été construite dans la seconde moitié du Ier siècle, soit peu après la transformation de la Thrace en province romaine. Au début du IIe siècle est construit un atelier destiné au travail artistique du marbre blanc débité dans les environs ; des maîtres-tailleurs sont invités de la ville d'Aphrodisia (Asie-Mineure), connue à l'époque romaine pour son école de sculpture.
Au fil du temps, la villa devient trop petite pour ses occupants. Des travaux d'élargissement sont effectués, vers l'est, au début du IIIe siècle. Une grande (11,70 × 10,90 m.) salle de réception (triclinium) est construite ainsi que des espaces annexes qui la desservent. Ceci a pour effet de transformer le bâtiment en villa-palais.
Elle a été pillée et incendiée, probablement, juste après la bataille d'Andrinople (378), lors de la seconde guerre des Romains contre les Goths. Les archéologues ont trouvé des traces d'habitation temporaire après la destruction de la villa.

## Présentation
Le complexe de 2 200 m2 comporte des bâtiments d’habitation et d’exploitation. Les bâtiments d’habitation, richement décorés et dans un état de conservation remarquable, y occupent 978 m2 et comprennent une grande cour intérieure entourée d’une galerie à colonnes couverte (péristyle) et un impluvium en son centre. Des mosaïques présentant des motifs géométriques et figuratifs, très bien conservées, ont été découvertes sur le site, ainsi que de nombreux objets en céramique.
Près de la Villa Armira - sur le territoire du village de Sviratchi - se trouve un tumulus romain, haut de 16 mètres, probablement utilisé au début du règne de Trajan.

## Galerie

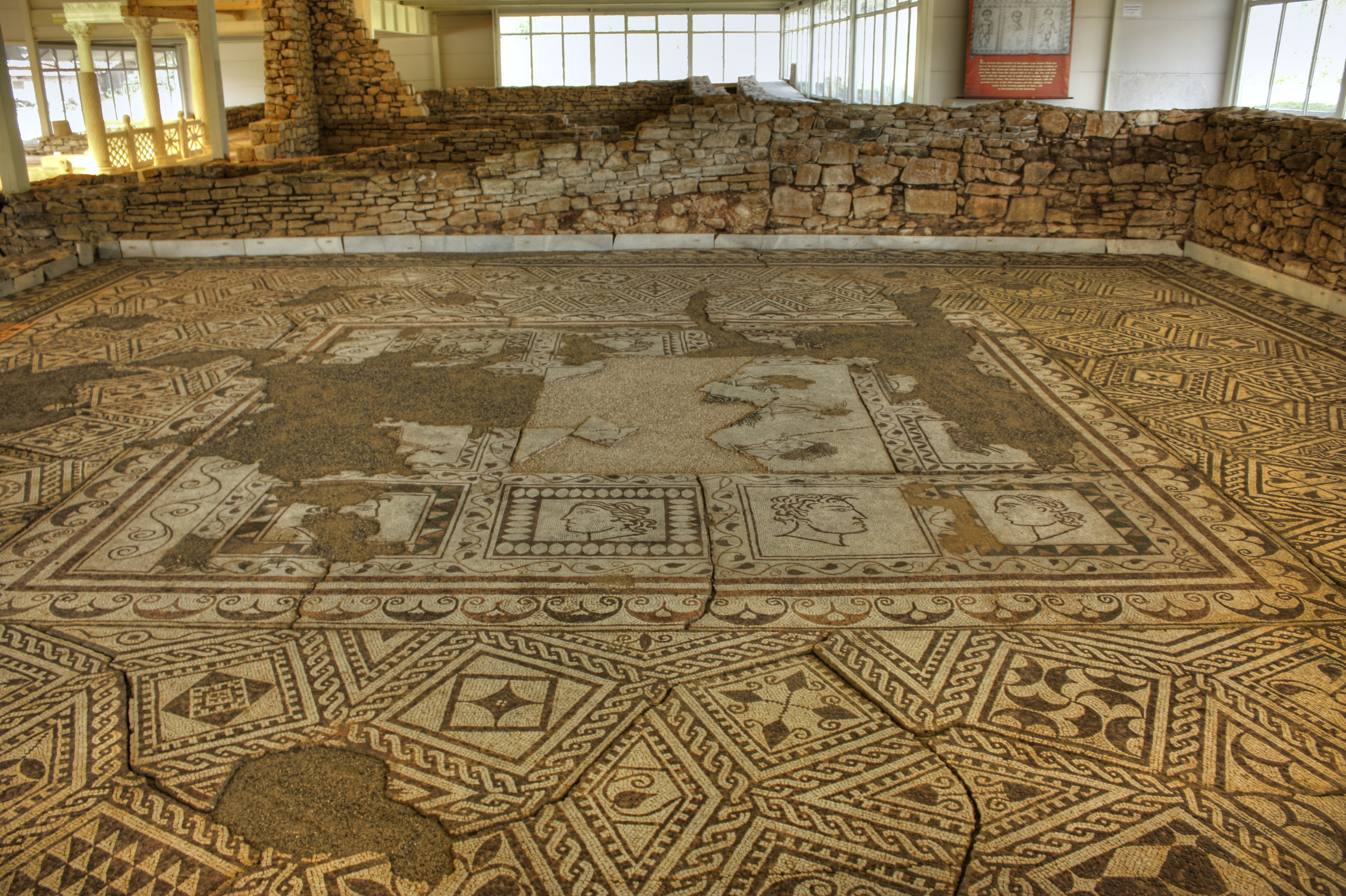
Intérieur de la villa avec le sol en mosaïque
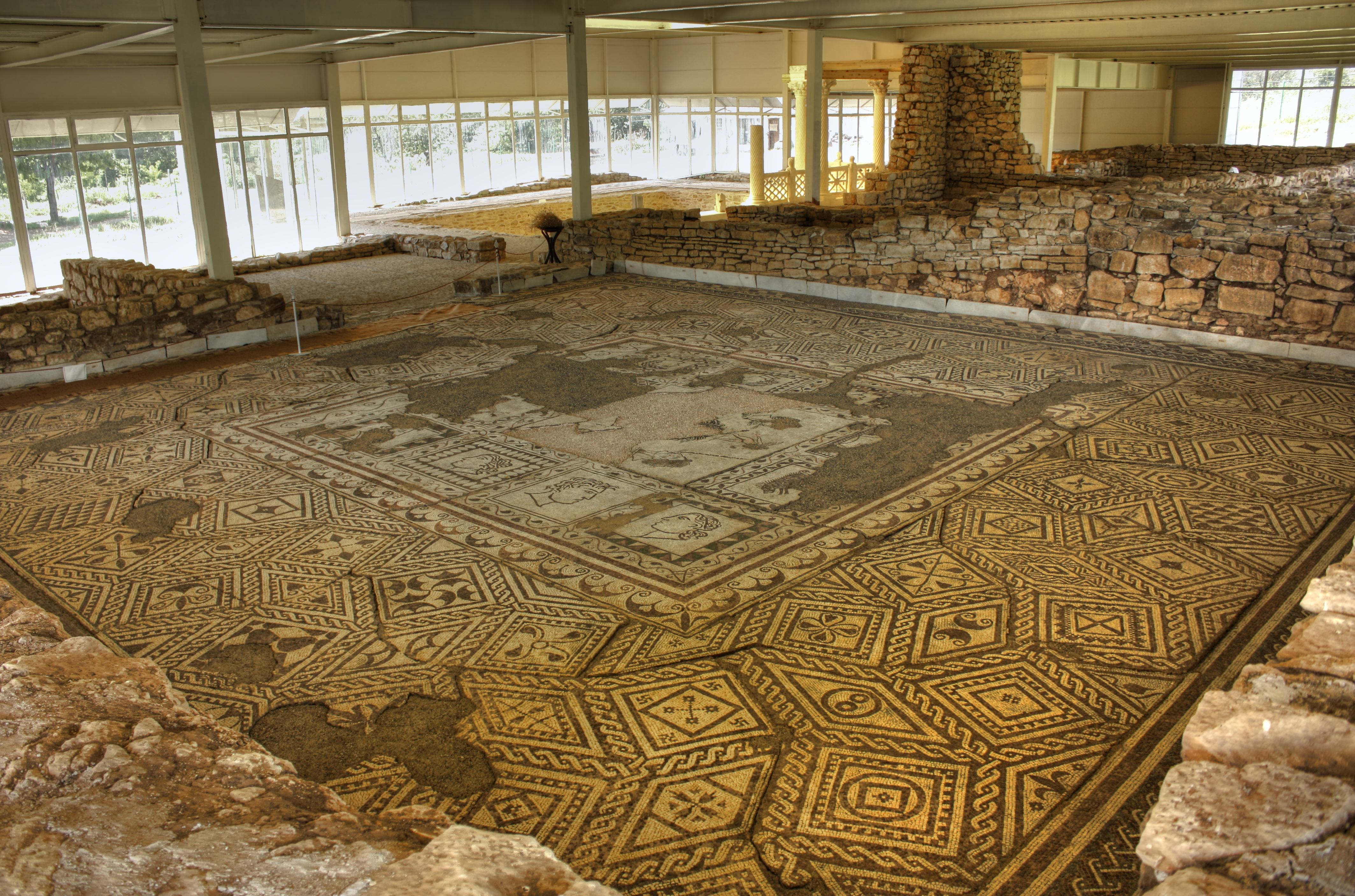
Intérieur de la villa avec le sol en mosaïque
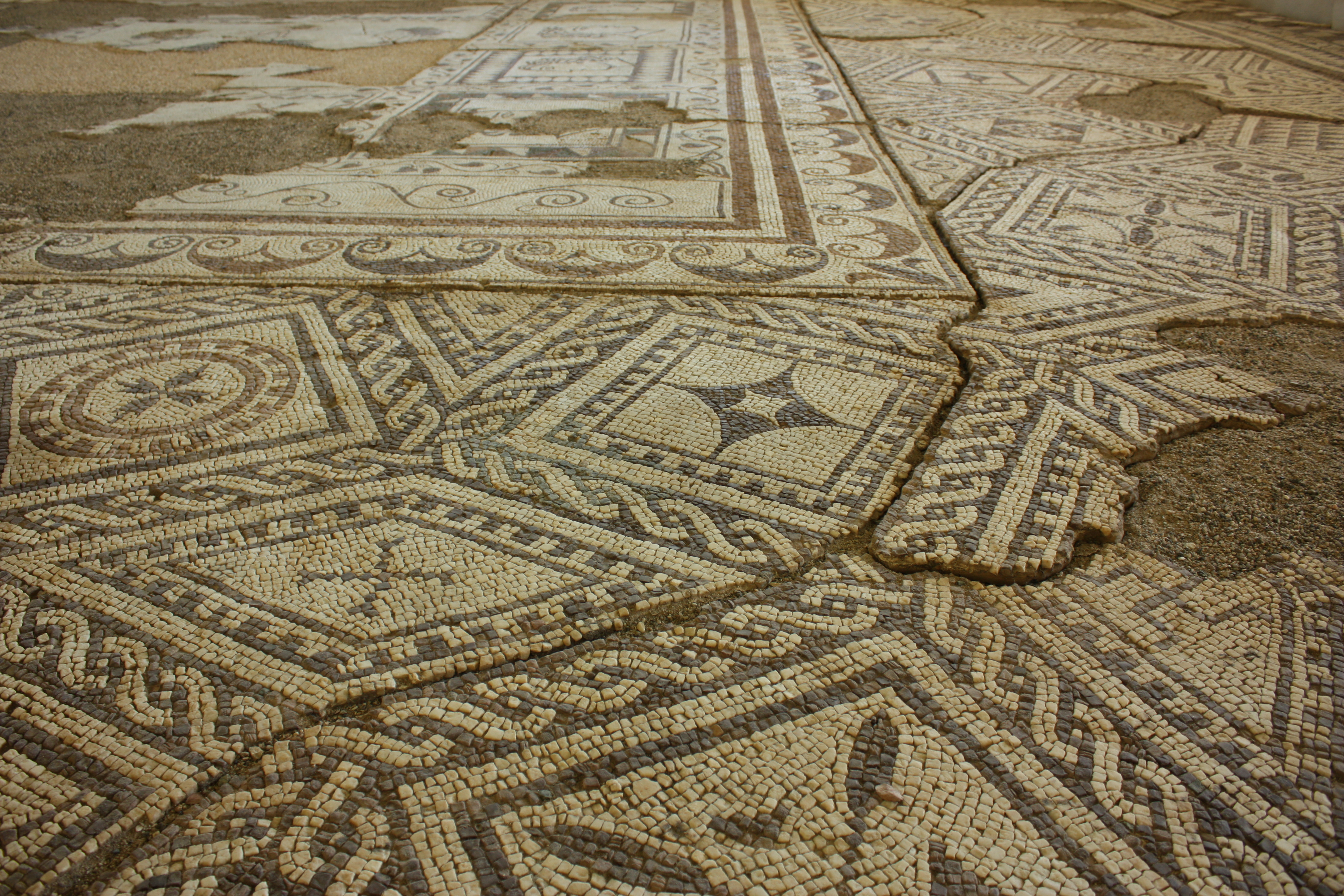
Mosaïque
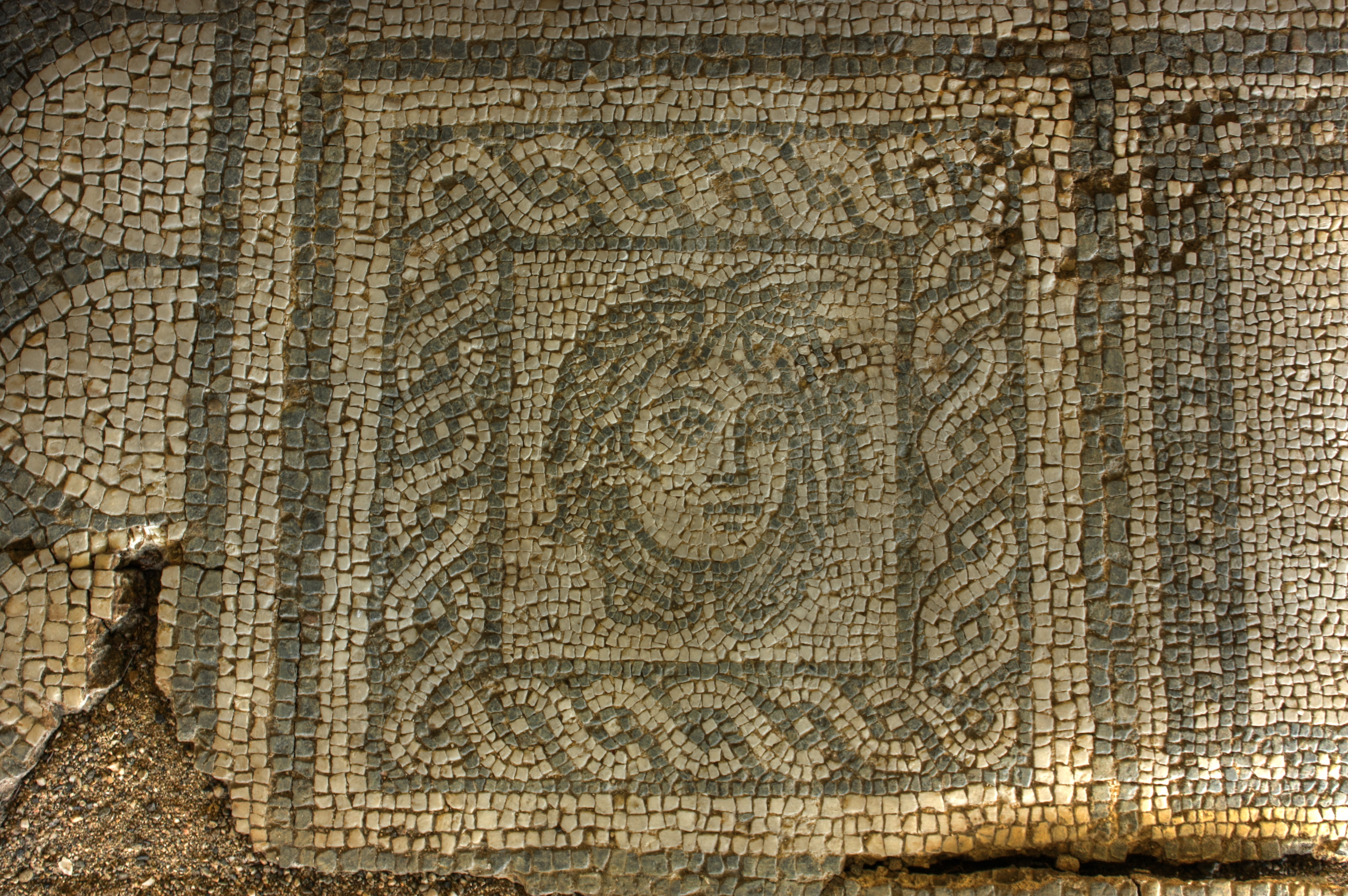
Mosaïque
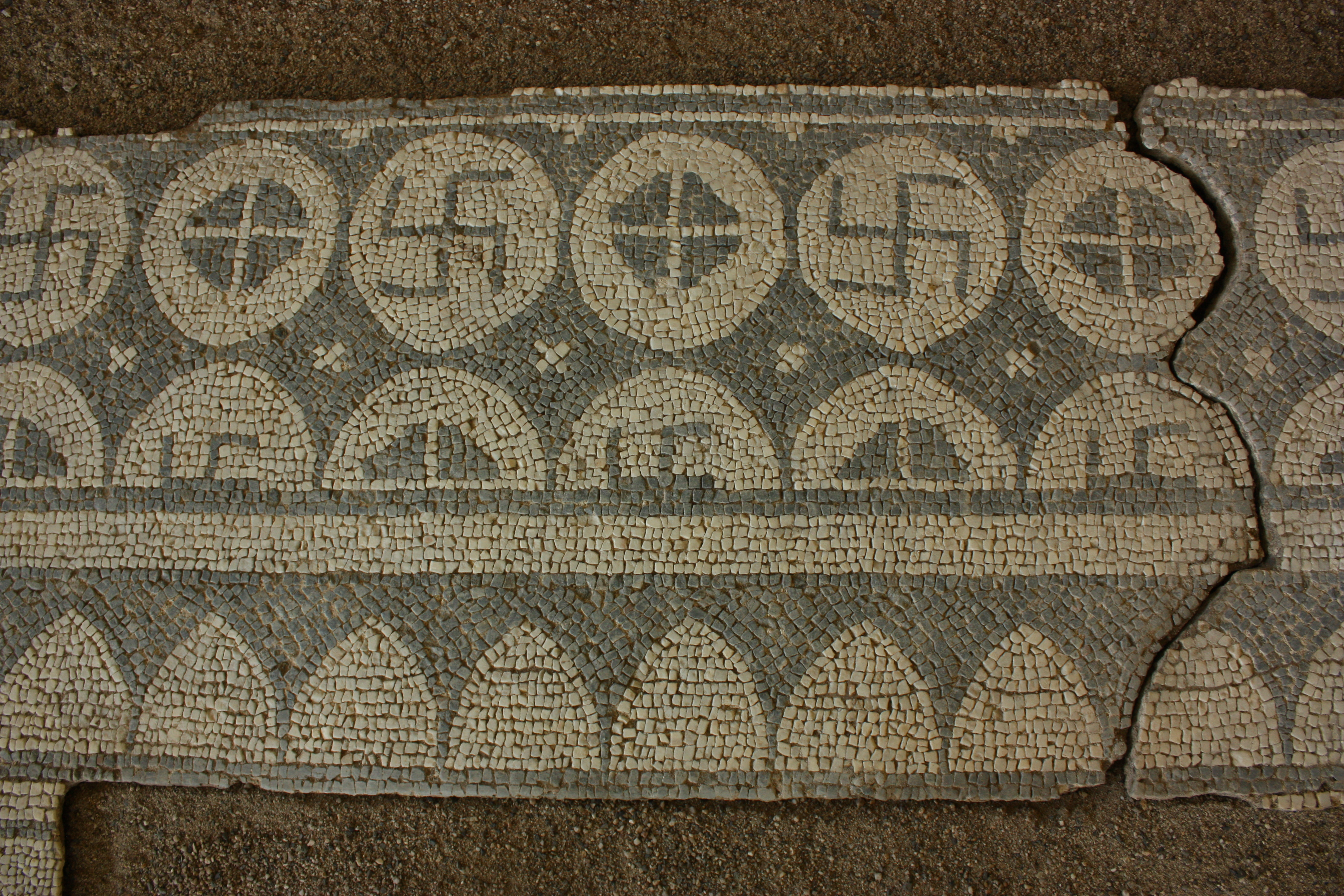
Mosaïque